# KAC SR-47
Das KAC SR-47 ist ein Prototyp eines US-amerikanischen Sturmgewehrs im Kaliber 7,62 × 39 mm.

## Entwicklung
Im Jahre 2002 schrieb das USSOCOM den SPR-V-Wettbewerb aus. Ziel dieses Wettbewerbs war ein Gewehr, das auf dem M16-System aufbauen, aber die russische 7,62×39-mm-Munition verschießen sollte. Es bewarben sich drei Unternehmen: Lewis Machine and Tool Company (LMT), Robinson Armament mit dem RAV-02 sowie Knight’s Armament Company (KAC) mit dem SR-47.
Der Grundgedanke der Ausschreibung war, dass die US-Spezialeinheiten während ihrer oft langen Missionen zwar sehr viel Munition des Kalibers 7,62 × 39 mm fanden, es ihnen aber oft an der eigenen 5,56-mm-Munition mangelte. So sollte ein den Soldaten bereits bekanntes Gewehr (M16/M4) modifiziert werden, um vom Gegner zurückgelassene Munition nutzen zu können. Weiterhin sollten Mil-Std-1913-Picatinny-Schienen montiert sein, um vorhandene Teile des SOPMOD (Zubehörsystem für verschiedene Waffen des USSOCOM) an der Waffe anbringen zu können.
Letztendlich konnte sich KAC mit seinem Entwurf durchsetzen. Dieser basiert auf dem Knight-Stoner-Gewehr (SR), das so modifiziert wurde, dass ein Standard-Magazin der AK-47 oder auch die 100-Schuss-Trommel verwendet werden können. Um dem stärkeren Rückstoß der 7,62-mm-Patrone Rechnung zu tragen, wurden einige Teile im und am Gewehr verstärkt. Der Lauf des SR-47 wurde von der Obermeyer Barrel Company (Wisconsin) gefertigt. Ein auf Bildern oft am Gewehr zu sehender Schalldämpfer wurde von KAC speziell für das SR-47 entwickelt und hergestellt.
Insgesamt wurden nur sieben SR-47 hergestellt – eines liegt im hauseigenen Museum von KAC, sechs andere gingen zum USSOCOM zur Felderprobung. Mit dem SR-74 (5,45 × 39 mm) soll sich ein Nachfolgemodell in der Entwicklung befinden.